# Ajuga genevensis
L'Iva ginevrina (nome scientifico Ajuga genevensis L., 1753) è una pianta appartenente alla famiglia delle Lamiaceae.

## Etimologia
Il nome generico (ajuga) deriva dal latino. Si tratta di una parola composta da due termini: "a" che significa negazione, privazione e "jugum" che significa "giogo". Probabilmente il nome vuole indicare l'assenza del labbro superiore nella corolla (altrimenti presente in altri generi delle labiate). Altri autori comunque danno etimologie diverse (vedi la voce del genere). ll nome specifico (genevensis) è stato dato in onore della città Svizzera di Ginevra.
Il nome scientifico della specie è stato definito per la prima volta da Carl von Linné (1707 – 1778) biologo e scrittore svedese, considerato il padre della moderna classificazione scientifica degli organismi viventi, nella pubblicazione "Species Plantarum - 2: 561" del 1753.

## Descrizione

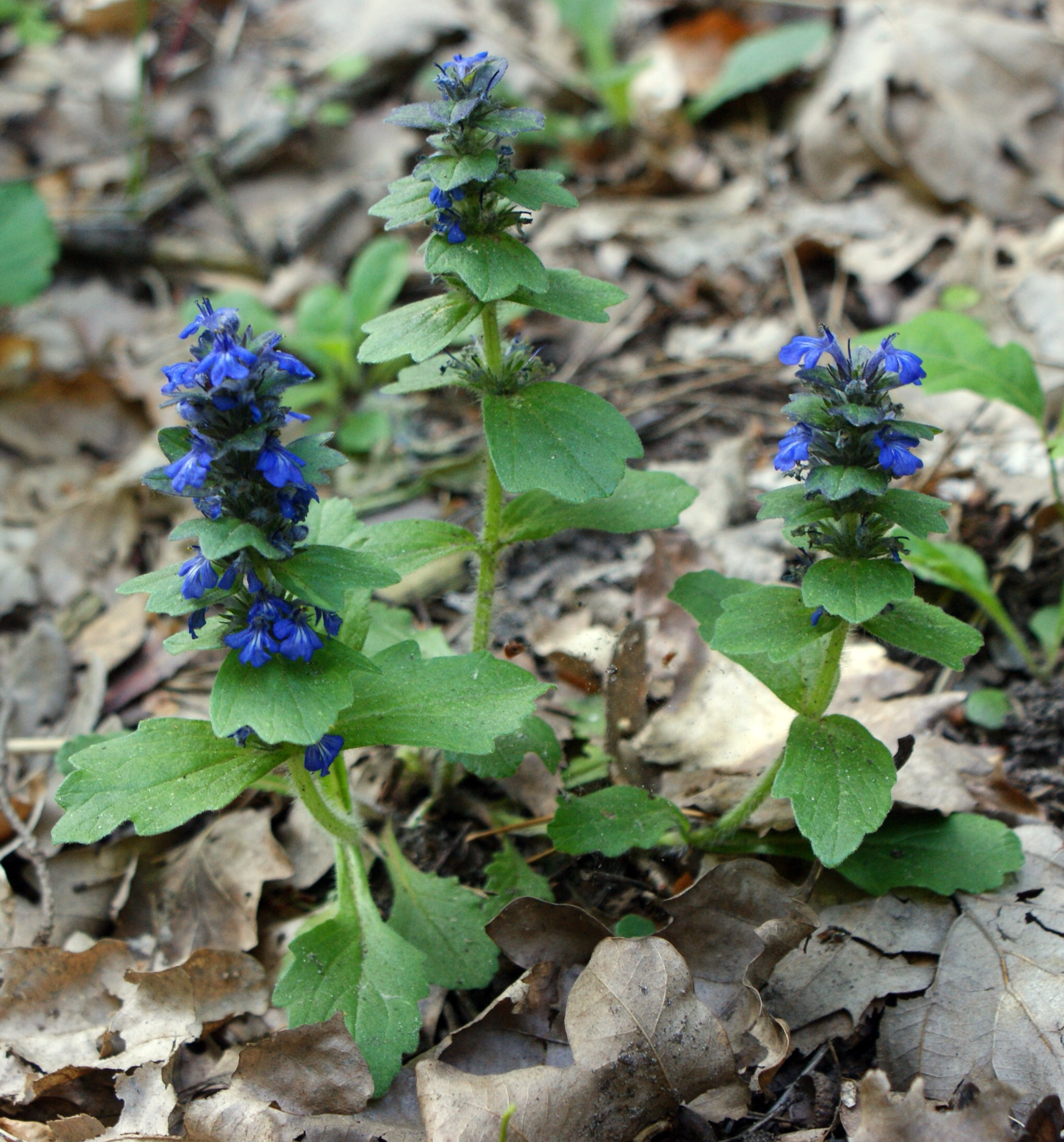
L'habitat e l'habitus

Queste piante sono alte da 10 a 30 cm. La forma biologica è emicriptofita scaposa (H scap), ossia in generale sono piante erbacee, a ciclo biologico perenne, con gemme svernanti al livello del suolo e protette dalla lettiera o dalla neve e sono dotate di un asse fiorale eretto e spesso privo di foglie. Tutte le piante sono fortemente aromatiche (sono presenti delle ghiandole contenenti oli eterici). Queste piante inoltre sono prive di stoloni.

### Radici
Le radici sono del tipo fascicolato (fittonanti).

### Fusto
La parte aerea del fusto è eretta con superficie striata e arrossata, ricoperta da peli patenti o riflessi soprattutto nella metà superiore; la sezione è tetragona.

### Foglie

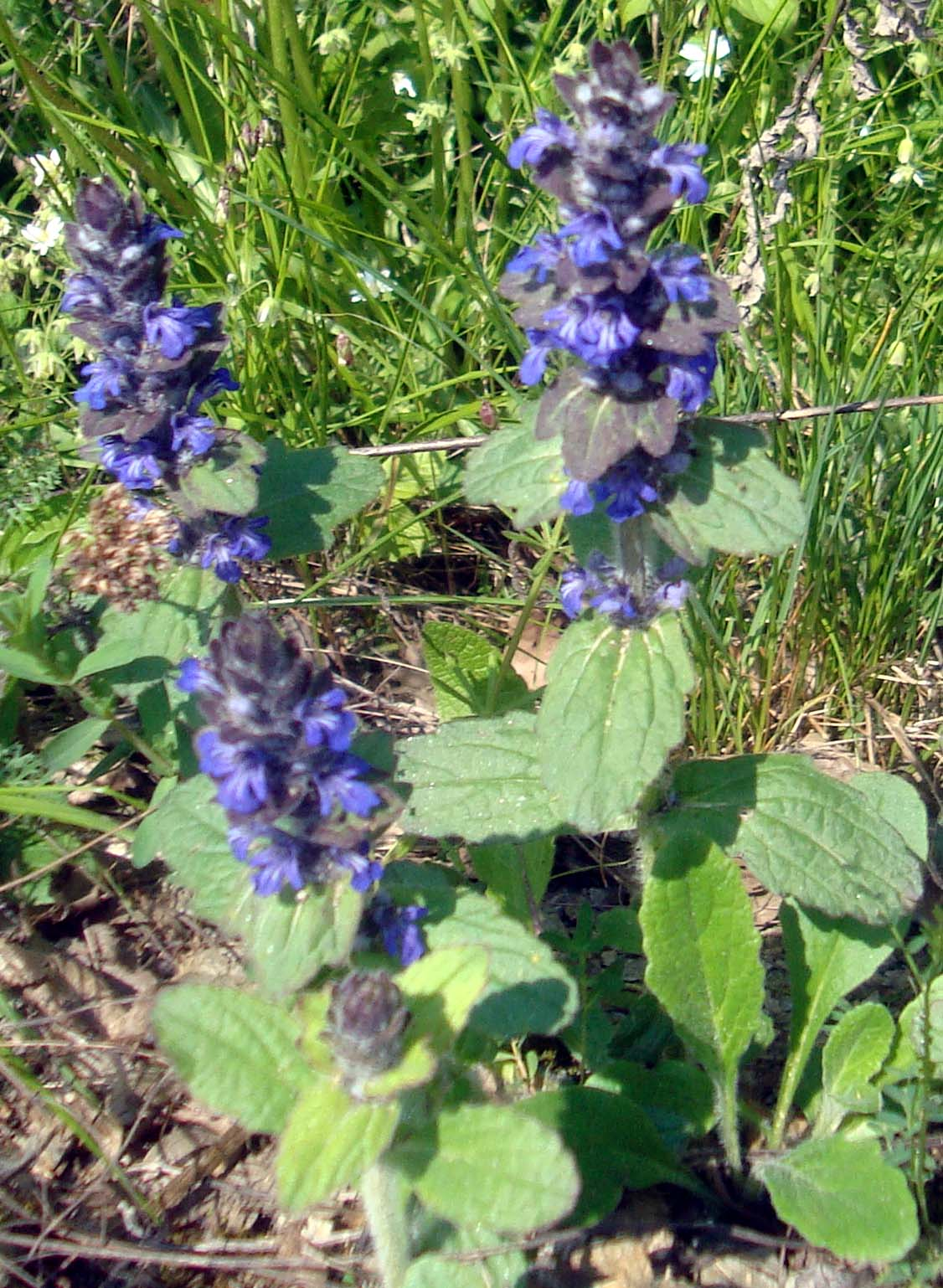
Le foglie

Le foglie si dividono in basali e cauline e in genere sono minutamente pubescenti e colorate verde-mare. Le foglie basali sono picciolate, disposte in modo opposto e hanno la lamina a forma spatolata e alla fioritura sono generalmente scomparse. Le foglie cauline sono subsessili con lamina a forma ellittica con 3 - 4 denti ottusi per lato; in genere sono 1,5 - 2 volte più lunghe che larghe. Dimensione delle foglie basali: larghezza 1,2 – 2 cm; lunghezza 4 – 6 cm. Dimensione delle foglie cauline: larghezza 2 – 3 cm; lunghezza 4 – 6 cm.

### Infiorescenza

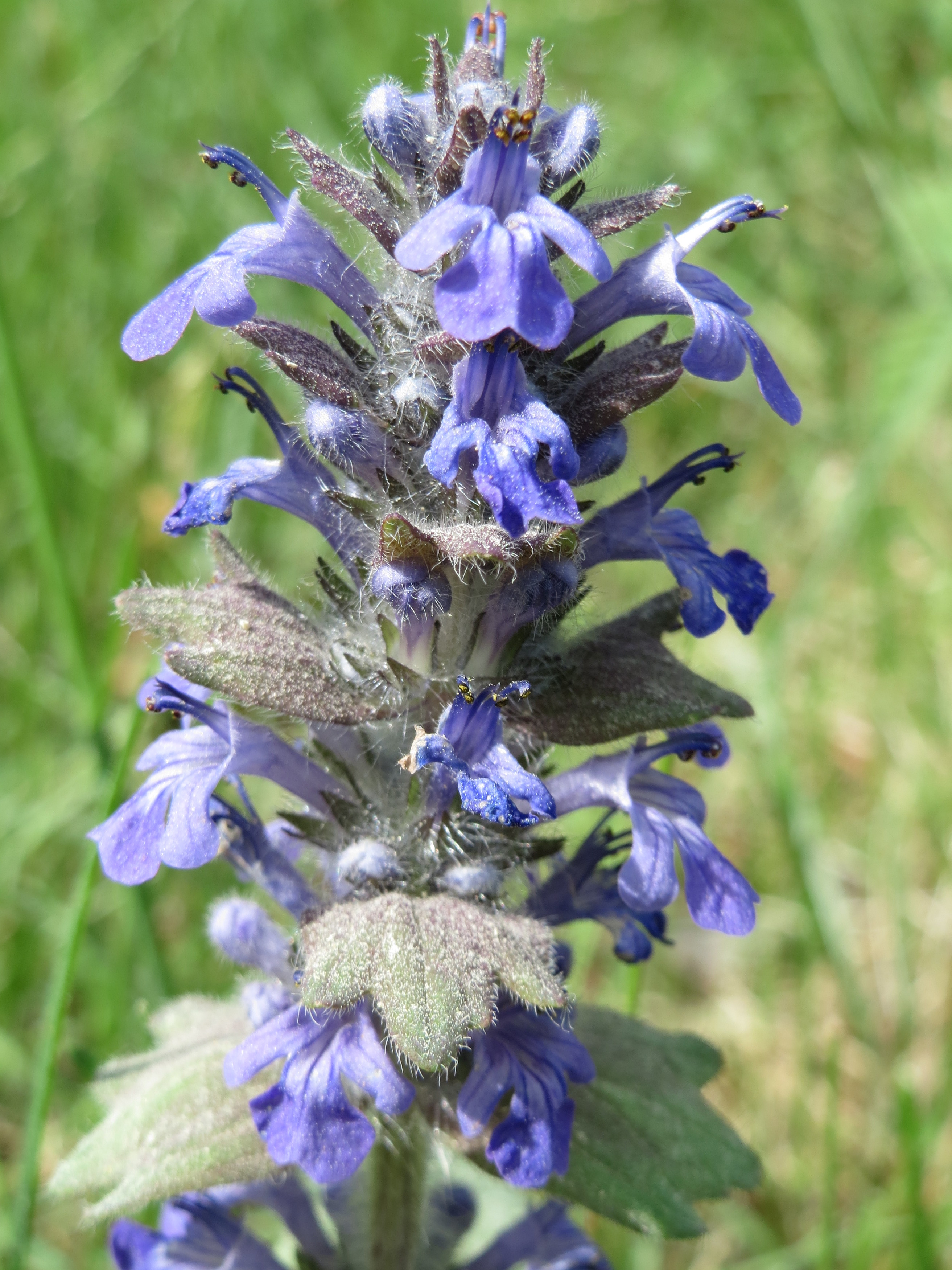
Infiorescenza

Le infiorescenze sono delle spighe (o spicastri) formate da verticillastri composti di fiori e brattee sovrapposti e quelli inferiori spaziati, compatti quelli superiori. Le brattee hanno delle forme obovate, spesso con il contorno lobato. Le brattee superiori sono più piccole dei fiori e sono colorate di violaceo. 

### Fiore

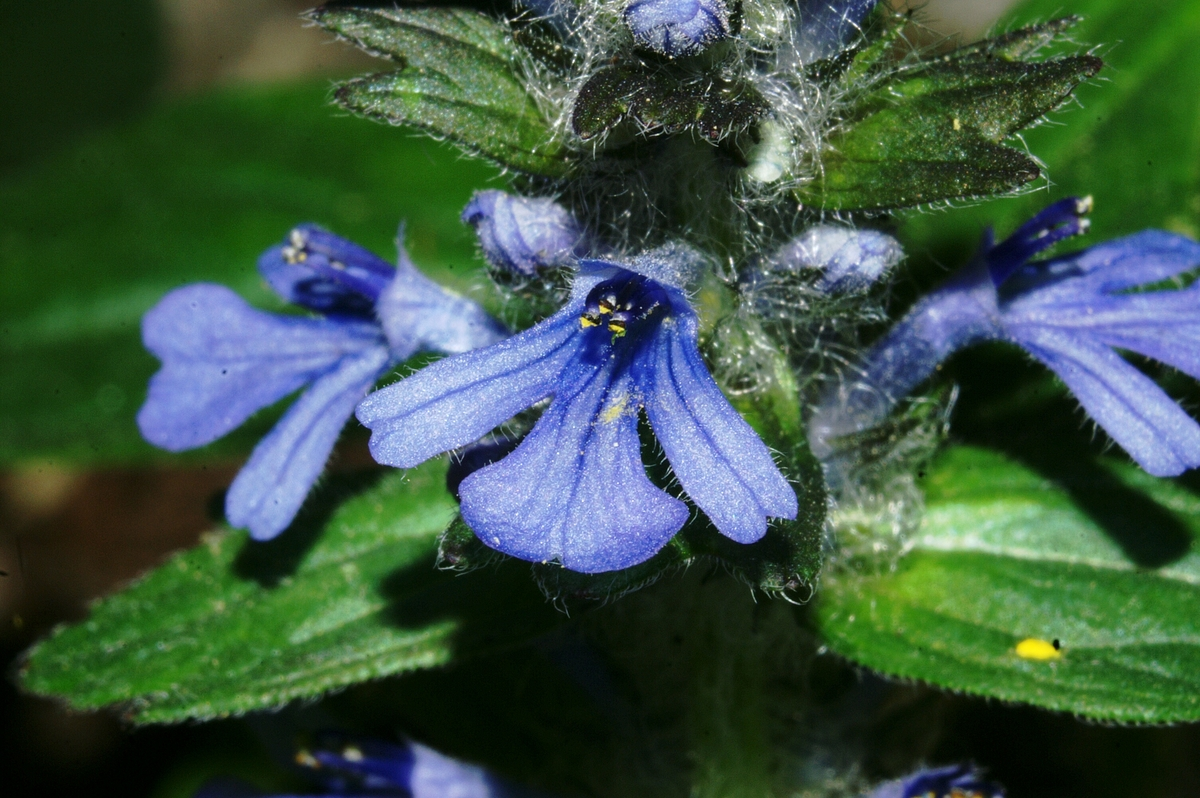
I fiori

I fiori sono ermafroditi, zigomorfi, tetrameri (4-ciclici), ossia con quattro verticilli (calice – corolla - androceo – gineceo) e pentameri (5-meri: la corolla e il calice sono a 5 parti). Lunghezza del fiore: 15 – 18 mm.
- Formula fiorale: per questa pianta viene indicata la seguente formula fiorale:

X, K (5), [C (2+3), A 2+2] G (2), (supero), drupa
- Calice:il calice è gamosepalo (la base del calice è un tubo) con cinque denti lesiniformi; il tipo di calice è più o meno attinomorfo. Lunghezza del tubo è di 2 mm, quella dei denti è di 3 mm.
- Corolla: la corolla, con parte basale a forma più o meno cilindrica, è gamopetala con apici lobati. Il tipo di corolla è pseudobilabiata (zigomorfa) con labbro superiore atrofizzato o mancante e ridotto a due denti e quello inferiore a tre lobi con lobo centrale a sua volta bilobo. Il colore è violetto-genziana, raramente è pallida; si conoscono varietà bianche o anche rosee[9]. Il tubo corollino internamente è provvisto di un anello di peli. Lunghezza della corolla: 15 – 17 mm; lunghezza del tubo: 9 mm. Lunghezza del labbro inferiore: 7 mm.
- Androceo: l'androceo possiede quattro stami didinami, due grandi e due piccoli e tutti fertili (un quinto stame posteriore è sempre abortito). I filamenti, pelosi, sono adnati alla corolla. Gli stami sono parzialmente sporgenti dal tubo corollino. Le teche sono del tipo da divergenti a divaricate (confluiscono nella zona della deiscenza). I granuli pollinici sono del tipo tricolpato o esacolpato.
- Gineceo: l'ovario è supero (o semi-infero[12]) formato da due carpelli saldati (ovario bicarpellare) ed è 4-loculare per la presenza di falsi setti. La placentazione è assile. Gli ovuli sono 4 (uno per ogni presunto loculo), hanno un tegumento e sono tenuinucellati (con la nocella, stadio primordiale dell'ovulo, ridotta a poche cellule).[13] Lo stilo inserito alla base dell'ovario (stilo ginobasico) è del tipo filiforme bifido; gli stigmi (sono due) sono semplici. Il nettario è abbondante.
- Fioritura: da aprile a luglio.

### Frutti
I frutti sono drupe, racchiuse dal calice persistente, composte da 4 nucule (tetrachenio). I semi sono minuti e provvisti di endosperma (a volte scarso).

## Riproduzione
- Impollinazione: l'impollinazione avviene tramite insetti (impollinazione entomogama) tipo ditteri, imenotteri e raramente lepidotteri.
- Riproduzione: la fecondazione avviene fondamentalmente tramite l'impollinazione dei fiori (vedi sopra).
- Dispersione: i semi cadendo a terra sono dispersi soprattutto da insetti tipo formiche (disseminazione mirmecoria).

## Distribuzione e habitat

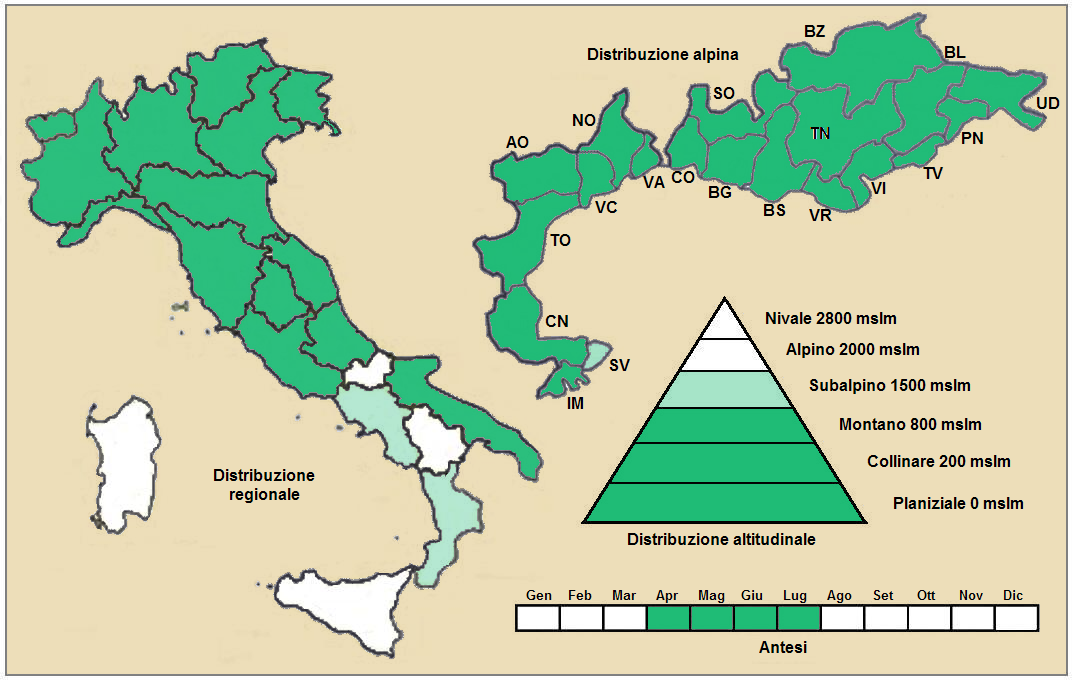
Distribuzione della pianta
(Distribuzione regionale – Distribuzione alpina)

- Geoelemento: il tipo corologico (area di origine) è Eurasiatico (Subpontico - Substeppico).
- Distribuzione: in Italia è una specie comune al Nord e Centro; è rara al Sud e assente nelle Isole. Nelle Alpi è comune ovunque (entrambi i versanti nord e sud). Sugli altri rilievi europei collegati alle Alpi si trova nella Foresta Nera, Vosgi, Massiccio del Giura, Massiccio Centrale, Pirenei, Monti Balcani e Carpazi.[15] Si trova facilmente anche nel resto dell'Europa; è presente anche in Anatolia e nella Transcaucasia.[16]
- Habitat: l'habitat tipico per questa pianta sono i prati (praterie rase e pascoli fino al piano montano) e le boscaglie; ma anche gli ambienti ruderali e i margini erbacei dei boschi. Il substrato preferito è calcareo ma anche siliceo con pH neutro, medi valori nutrizionali del terreno che deve essere secco.[15]
- Distribuzione altitudinale: sui rilievi queste piante si possono trovare fino a 1800 m s.l.m.; frequentano quindi i seguenti piani vegetazionali: collinare e montano e in parte quello subalpino (oltre a quello planiziale – a livello del mare).

### Fitosociologia
Dal punto di vista fitosociologico Ajuga genevensis appartiene alla seguente comunità vegetale:
Formazione: delle comunità a emicriptofite e camefite delle praterie rase magre secche
Classe: Festuco-Brometea.

## Tassonomia
La famiglia di appartenenza della specie (Lamiaceae), molto numerosa con circa 250 generi e quasi 7000 specie, ha il principale centro di differenziazione nel bacino del Mediterraneo e sono piante per lo più xerofile (in Brasile sono presenti anche specie arboree). Per la presenza di sostanze aromatiche, molte specie di questa famiglia sono usate in cucina come condimento, in profumeria, liquoreria e farmacia. Nelle classificazioni meno recenti la famiglia è chiamata Labiatae. Il genere Ajuga si compone di circa 60 specie, mezza dozzina delle quali vivono in Italia.
Il numero cromosomico di A. genevensis  è: 2n = 32 (28).

### Sinonimi
Questa entità ha avuto nel tempo diverse nomenclature. L'elenco seguente indica alcuni tra i sinonimi più frequenti:
- Ajuga alpestris Dumort.
- Ajuga alpicola (Beck) Dalla Torre
- Ajuga alpina L.
- Ajuga foliosa Tratt.
- Ajuga genevensis var. alpicola Beck
- Ajuga genevensis var. alpina (L.) Nyman
- Ajuga genevensis var. arida Fr.
- Ajuga genevensis var. elatior Fr.
- Ajuga genevensis var. foliosa (Tratt.) Beck
- Ajuga genevensis var. glabrifolia St.-Lag.
- Ajuga genevensis var. grossidens Briq.
- Ajuga genevensis var. integrifolia Sanio
- Ajuga genevensis var. longistyla St.-Lag.
- Ajuga glabrifolia (St.-Lag.) Bonnier
- Ajuga interrupta Dulac
- Ajuga lanata Mart. ex Steud.
- Ajuga latifolia Host
- Ajuga montana Rchb.
- Ajuga pyramidalis M.Bieb. [Illegitimate]
- Ajuga rugosa Host
- Bugula alpina (L.) All.
- Bugula genevensis (L.) Crantz
- Bugula tomentosa Gilib. [Invalid]
- Teucrium genevense (L.) Crantz

### Specie simili
Le varie ive della flora spontanee italiana alpina sono abbastanza simili tra di loro. Qui di seguito sono elencate le principali specie presenti nelle Alpi e più simili a quella di questa voce (la specie Ajuga chamaepitys si distingue per i fiori gialli):
- Ajuga genevensis L.: la spiga dell'infiorescenza si presenta più spaziata tra verticillo e verticillo;
- Ajuga pyramidalis L.: è meno alte delle altre specie e la spiga, più compatta, ha una forma piramidale con evidenti foglie basali; la parte inferiore del fusto (quella priva di infiorescenza) è quasi nulla;
- Ajuga reptans L.: è una pianta stolonifera; la parte inferiore del fusto (quella priva di infiorescenza) è allungata con diverse foglie cauline;

## Altre notizie
La bugola di Ginevra in altre lingue è chiamata nei seguenti modi:
- (DE)  Genfer Günsel, Heide-Günsel
- (FR)  Bugle de Genève
- (EN)  Geneva bugle